# Евакуација српских рањеника и болесника са Солунског фронта у северну Африку
Евакуација српских рањеника и болесника са Солунског фронта у северну Африку била је сложена операција збрињавања тешко рањених и оболелих војника, и пошто санитет српске Врховне команде није имао довољан број хирурга и средстава за извођење сложенијих операција на великом броју рањеника, и могућностима за конфорније услове лечења и извођења сложенијих операција - у болницама Бизерте, и других места у Тунису која су пружале такве услове. Изранављени и болесни српски војници из битакавођених на Солунском фронту евакуисани су етапно прво до болница солунског залива, а затим бродовима савезника на коначно лечења и рехабилитацију у 36 места северне Африке. 

## Солунски фронт у бројкама
За скоро три и по месеца непрекидних борби за успостављање Солунског фронта 1916. године српска војска продрла је 40 километара у дубину, али је при том у овим биткама изгубила 1.209 официра и 31.342 војника - погинулих, рањених и несталих. Од тога је било рањено 13.242 српска војника и официра, које је требало медицински збринути на адекватан начин. Како су борбе одмицала број рањених и оболелих је непрастано растао, нес амо 1916. већ и током 1917, 1918. и при пробоју Солунског фронта, тако да је из солунског залеђа пут северне Африке евакуисано укупно 27.191 тешки рањеник и болесник

## Циљеви евакуације
Главни циљеви евакуација из солунског залеђа српских рањеника и болесника са Солунског фронта у болнице северне Африке били су;
Лечења најтежих рањеника
У ову групу спадали су рањеници из битака за успостављање фронта (1916), и рањеници који су ране задобили у фронталним борбама за одржавање фронта (1917 и 1918. године) и при пробоју Солунског фронта.
Лечење најтежих болесника
У ову групу спадали су тешки болесници који су се на фронту разболевали од маларије и других тешких болести.
Лечење болесника са тешким компликацијама
У ову групу спадали су тешки болесници и рањениици код којих је дошло до већих компликација или је природа болести захтевала даљу обраду, дуже и додатно лечење и рехабилитацију.
Рехабилитација инвалида
На основу закључака са Конференције о збрињавању инвалидада се инвалиди у Паризу од 8. до 12. маја 1917. сви инвалиди обавезно су упућивани на њиховог даље лечења и снабдевања нужним апаратима, протезама и помагалима, прикупљања и пружања стручне помоћи кроз реедукацију, створене су бројне могућности за организован рад са инвалидима у болницама у Тунису. У непосредну помоћ и бригу о инвалидима преко Министарства војног и Команде резервних трупа и Подофицирских школа, енглеско друштво Српског потпорног фонда („Relief Found“) за северну Африку са седиштем на Корзици чији је секретар била госпођа Маргарет МС, фонд је крајем 1917. године, у Бизерту доставио доста средства и потребна инвалидска помагала и ставио их на располагање српској команди у Бизерти.

## Ток евакуације по етапама
Први транспорт са најтежим рањеницима из битака за успостављање Солунског фронта од 27. јула до 30. августа приспео је у Бизерту, Тунис и Сиди Абдалу 19. августа, а други 2. септембра 1916. године, потом су следили нови до краја 1916.

### Евакуација рањеника у 1916.
Горничевска битка која је вођена од 12. до 16. септембра резултовала је укупним српским губицима који су износили 6.933 војника и 347 официра, Упоредо са битком за Горничево отпочеле су и борбе за Кајмакчалан који је освојен уз незапамћене јурише и жртве 30. септембра. У овим окршајима велике губитке имала је Дринска и Дунавска дивизија и Добровољачки одред војводе Војина Поповића Вука. У борбама за Горничево само је Дунавска дивизија имала 347 официра и 6.933 подофицира и војника избачена из строја, а у бици за Кајмакчалан губици Дринске дивизије за 19 дана износили су 80 официра и 1.170 војника. Велико жртвовање било је и у другим јединицама које су учествовале у овим борбама тако да су укупни губици износили 3.804 погинула, рањена, оболела и нестала војника.
Борбе и жртвовање настављени су до ослобођења Битоља 19. новембра и Груништа које је пало 3. децембра 1916. године. 
За скоро три и по месеца непрекидних борби у 1916. за успостављање Солунског фронта српска војска је имала 13.242 рањених српских војника. Један број рањеника из ове офанзиве и рововских чарки, њих 1.585 евакуисано је из солунског залива на даље санитетско збрињавање у Бизерту.

### Евакуација рањеника у 1917. и 1918.
На основу бројних података из литературе један од највећих таласа српских рањеника и болесника био је онај који је стигао у северноафричке болнице током 1917. и 1918. године непосредно након пробоја фронта.
Око 2/3 од укупног броја Срба лечених у северној Африци представљају тешки рањеници и болесници евакуисани из солунског залеђа. Реч је о 27.191 војника и официру који су ту лечени од септембра 1916. године све до последњег конвоја у правцу Бизерте који су чинили рањеници из пробоја фронта.

### Евакуација болесника у 1916, 1917, 1918.
Ступањем на Халкидики, и у околину Солуна српску војску је захватила и епидемија маларије, која јетоком боравка на Солунском фронту, оболело у 1916. години 9.474 војника. У 1917. тај број је нарстао на 26.401 војника, а до 1. октобра 1918. године оболело је 14.685. Свеукупно регистровано је 50.560 оболелих. Један број најтежих маларичних болесника евакусан је на даље лечење и опоравак у Бизерту.